# آنی لیبویتز
آنّا-لو «اَنی» لیبویتز (به انگلیسی: Anna-Lou "Annie" Leibovitz) (زاده ۲ اکتبر ۱۹۴۹ در کانتیکت) عکاس معروف آمریکایی است. لیبویتز تا کنون از صدها شخصیت مهم و معروف عکاسی پرتره انجام داده است. وی اولین زنی است که نمایشگاهی در نگارخانه ملی پرتره در سال ۱۹۹۱ برگزار کرده است.

## آثار
Leibovitz At Work
کناب آموزش عکاسی 
این کتاب با نگاهی عمیق به حرفه Leibovitz، نحوه برخورد او با عکاسی از سوژه های مختلف، خلق آثار خود از ابتدا تا انتها و تجهیزات را به شما می گوید. این کتاب به ویژه در درک نحوه کار با موضوعات مختلف مفید بود. این یک کانال ارتباطی جدید را با افرادی که قبلاً در عکاسی از آنها مردد بودم، مانند سیاستمداران، باز کرد.

### آخرین عکس حرفه‌ای جان لنون
در همان روزی که جان لنون به قتل رسید، لیبویتز پرتره‌ای از وی و همسرش یوکو اونو ثبت کرده است، که بر روی جلد مجله رولینگ استون به چاپ رسیده است.

### تصویر برهنه ستارگان فوتبال
کریستیانو رونالدو در سال ۲۰۱۰ برای لیبویتز به همراه چند ستاره دیگر فوتبال برهنه گردید. تصاویر آنان که در مجله آمریکایی ونیتی فیر منتشر گردیدند، باعث ایجاد جنجال در محافل ورزش فوتبال گردید.